# Акутан
Акутан (енгл. Akutan Island) је острво САД које припада савезној држави Аљаска. Површина острва износи 334 km². Према попису из 2000. на острву је живело 713 становника.